# Genealogie (geschiedkunde)

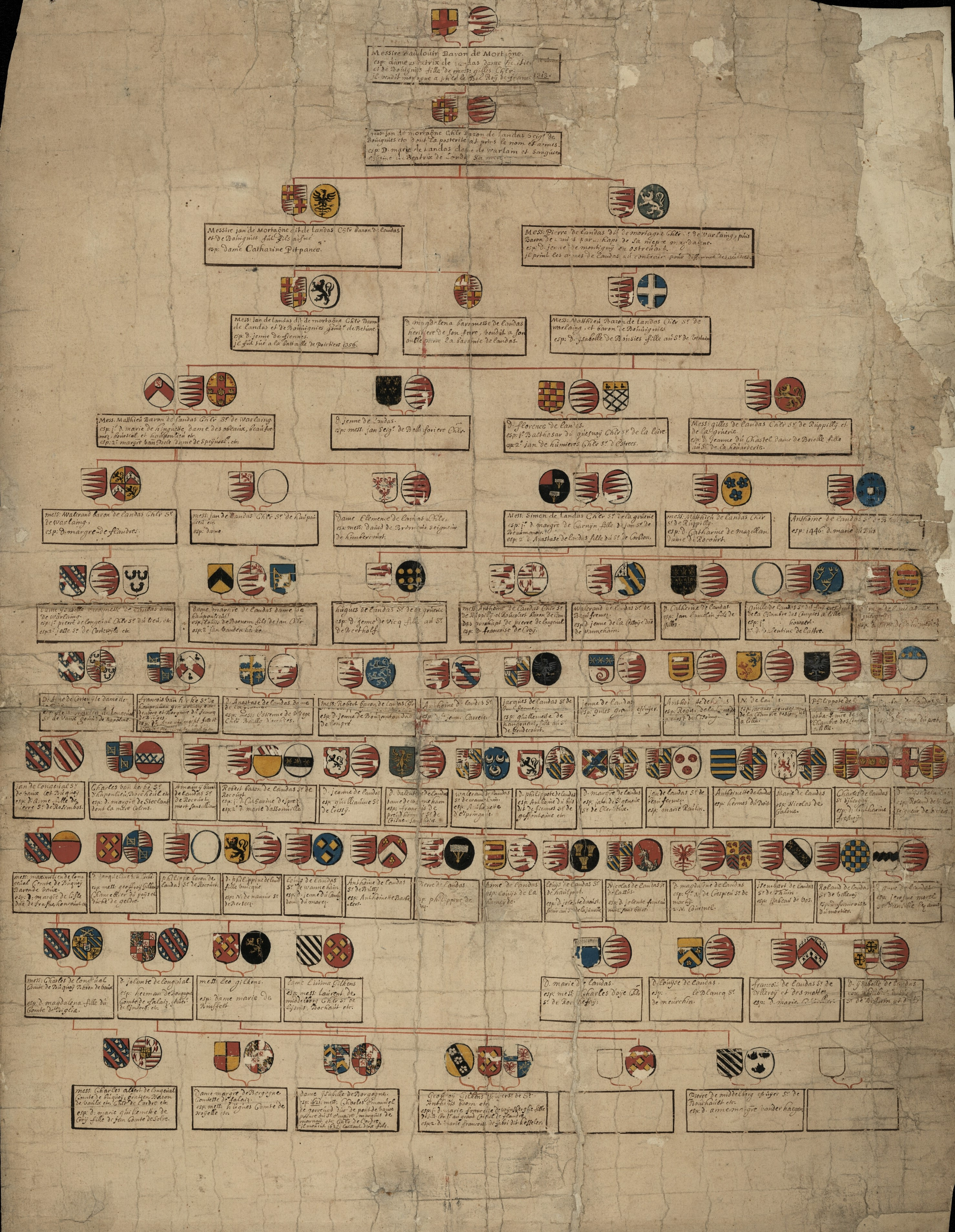
Het maken van stambomen is een eeuwenoud fenomeen. Dit voorbeeld is de zeventiende-eeuwse stamboom van de familie "de Landas".

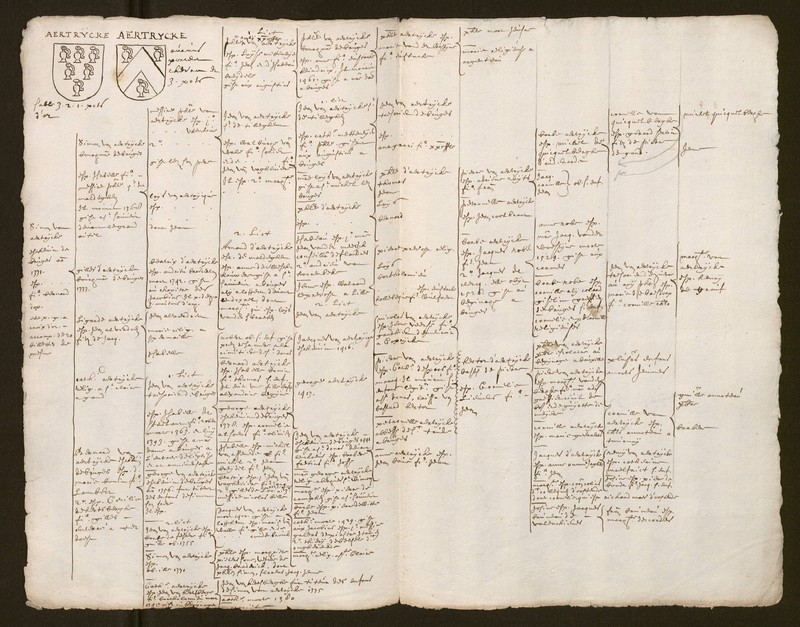
Uitgeschreven genealogie van de familie Aertrycke, opgetekend door Jacob Antoon Kerchof. De stambonen zijn verticale schema's d.w.z. de kinderen van een zelfde gezin staan onder elkaar, opeenvolgende generaties staan in kolommen naast elkaar van links naar rechts. Linksboven staat het familiewapen. Bewaard in de Openbare Bibliotheek Brugge.

Genealogie of stamboomonderzoek is een discipline van de geschiedkunde die zich bezighoudt met voorouderlijk onderzoek en de afstamming van een familie. De genealogie mag niet met de gezinsgeschiedenis worden verward.

## Etymologie
Het woord genealogie komt uit het Grieks en bestaat uit twee delen:
- Genea: γενεά betekent letterlijk 'afkomst', 'afstamming'.
- Logos: λόγος betekent letterlijk 'wetenschap', 'kennis'.

Genealogie is de wetenschap die de afkomst of afstamming bestudeert.

## Herkomst van achternamen
Achternamen komen op verschillende manieren tot stand: de naam kan betrekking hebben op de voornaam van een van de ouders, schoonouders of grootouders; dit heet een patroniem. Een voorbeeld is Willem Janszoon, afgekort tot Willem Jans. De achternaam kan verband houden met de aardrijkskundige plek waar men vandaan komt (toponiem), bijvoorbeeld Jan Elsen (van de plaats Elsen) of Van Langendonck (afkomstig van een lange Donk). Geografische toenamen bleken vroeger doorgaans op een hogere afkomst te wijzen. In de Nederlandstalige familienamen is er een tweedeling op te merken binnen de geografische familienamen: toenamen met herkomstvoorzetsels werden hoger geëvalueerd dan samengestelde naamsvormen eindigend op -man(s). Vergelijk Van den Bosch met Bosmans.
In Vlaanderen, Brabant, Noord-, Oost-Nederland en Engeland komt een bijzondere vorm van toponiemen voor: herberg- en boerderijnamen. Mensen vernoemden zich naar de boerderij of herberg waarin ze woonden, zoals Leferink of Groot-Kromkamp.
Door verschrijvingen van ambtenaren en geestelijken zijn vele achternamen in de loop van de tijd verbasterd. Vanwege ongeletterdheid werden achternamen ook wel fonetisch opgeschreven. Verbruggen naast Vanbrugge, Van Brugge of Dupont komen voor, zodat het uitzoeken van dergelijke familienamen een hele klus kan zijn. Daarentegen kwam het fenomeen vernoemen vroeger veelvuldig voor, zodat een bepaalde voornaam of een kleine variatie daarop regelmatig weer bij de nakomelingen werd toegepast, wat weer enigszins houvast biedt.
Na de annexatie van de Zuidelijke Nederlanden door Frankrijk werd in 1796 ook in de Belgische departementen de burgerlijke stand ingevoerd. In het hertogdom Brabant en in het graafschap Vlaanderen waren de familienamen in 1500 al bijna overal gestabiliseerd, zodat dit niet echt een probleem opleverde.
In Nederland werd met de invoering van de burgerlijke stand in 1811 iedereen verplicht een achternaam te voeren. In bepaalde streken van Nederland kan het voor een genealogisch onderzoeker echter problemen opleveren, omdat een familie ineens van achternaam veranderde. Het aannemen van een achternaam werd vastgelegd in de zogenaamde registers van naamsaanneming, die onderdeel van het bevolkingsregister zijn.

## Onderzoek

### Hoofdvormen

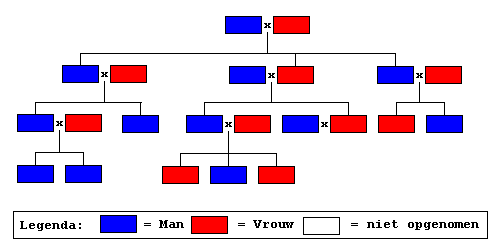
Nakomelingen, grafisch weergegeven als parenteel

De meeste genealogen kiezen voor een bepaald soort onderzoek. Er zijn vier hoofdvormen te onderscheiden:
- Stamreeks: alle voorouders in mannelijke (patrilineair) of in de vrouwelijke lijn (matrilineair), van heden naar verleden
- Kwartierstaat: alle voorouders in mannelijke en vrouwelijke lijn, van heden naar verleden
- Genealogie: alle nakomelingen in mannelijke lijn

een iets verschoven betekenis van het woord genealogie
- Parenteel: alle nakomelingen in zowel mannelijke als vrouwelijke lijn

### Genealogische bronnen

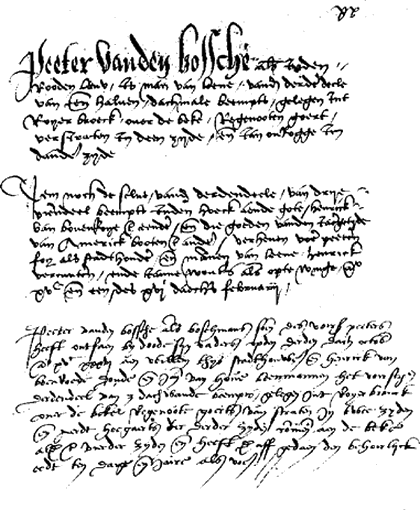
Een bladzijde uit een leenboek met een akte uit 1526 en 1536

Om genealogisch onderzoek te kunnen doen zijn historische bronnen van belang. Deze bronnen kunnen bijvoorbeeld zijn:
- Persoonsgegevens
- Genealogieboeken
- De parochieregisters en in Nederland de doop-, trouw- en begraafboeken in de Retroacta van de Burgerlijke Stand, kort DTB
- De burgerlijke stand: geboorte-, huwelijk- en overlijdensregisters
- Het bevolkingsregister
- Volkstellingen, kerkelijke en burgerlijke, vanaf de 17e eeuw
- in Nederland: persoonskaarten en persoonslijsten
- Memories van successie
- Notariële archieven
- Schepengriffies, schepenbankarchieven
- Leenregisters, boeken waarin de bezittingen van de leenmannen werd beschreven
- De staten van goed, de volledige beschrijving en inventarisatie van het nagelaten bezit van de overledene, zodat de erfenis rechtmatig werd verdeeld
- De Tafels van de Heilige Geest, de registers van de hulp aan de armen
- Doodsbrief, vanaf eind 19e eeuw en later ook bidprentjes.

Overigens worden de verzamelde gegevens interessanter naarmate deze met persoonlijke documentatie worden aangevuld, zoals met familiefoto's, egodocumenten en rijbewijzen.

### DNA-onderzoek
Om de mogelijke biologische verwantschap tussen personen te bepalen of te bevestigen kan de onderzoeker de hulp inschakelen van DNA-onderzoek. De discipline die DNA-gegevens koppelt aan stambomen wordt genetische genealogie genoemd.
Om verre verwantschappen genetisch te verifiëren wordt voornamelijk het mitochondriaal DNA en het Y-chromosoom gebruikt. Het mitochondriaal DNA wordt alleen via de moeder doorgegeven en is dus een bron om verwantschappen in directe maternale lijn te onderzoeken. Het mannelijke Y-chromosoom wordt alleen van vader op zoon doorgegeven en is dus een bron om verwantschappen in directe paternale lijn te verifiëren. Vooral het Y-chromosoom is voor genealogen een informatieve genetische merker door de onzekerheid van vaderschappen waardoor de juridische stamboom soms kan verschillen van de biologische. Wetenschappelijk onderzoek door geneticus Maarten Larmuseau toonde reeds via genetische genealogie aan dat de algemene koekoeksgraad in stambomen schommelt tussen 1-2% per generatie.
Het eerste grootschalige initiatief rond genetische genealogie in Nederland, het Project Genetische Genealogie in Nederland, werd in 2006 in het leven geroepen door een werkgroep bestaande uit historicus en uitgever Leo Barjesteh van Waalwijk van Doorn en de biologen Frans Plooij en Toon van Gestel. Het project vond plaats in het kader van het 125-jarig bestaan van het Koninklijk Nederlandsch Genootschap voor Geslacht- en Wapenkunde (KNGGW) en werd ook ondersteund door de Nederlandse Genealogische Vereniging en door Ons Voorgeslacht. De uitkomsten van het onderzoek van 410 deelnemers aan dit project die DNA afstonden zijn gepubliceerd in het boek Zonen van Adam in Nederland. Het DNA werd geanalyseerd door het Forensisch Laboratorium voor DNA-Onderzoek (FLDO) van het Centrum voor Humane en Klinische Genetica van het Leids Universitair Medisch Centrum (LUMC) onder leiding van geneticus Prof. dr. Peter de Knijff. In 2016 werd dit DNA-onderzoek volledig overgenomen door de KU Leuven onder leiding van genetisch genealoog Prof. dr. Maarten Larmuseau.
In 2009 startte in Vlaanderen een genetisch genealogisch project op initiatief van Familiekunde Vlaanderen en de KU Leuven onder leiding van geneticus Prof. dr. Maarten Larmuseau. De resultaten van dit project waaraan duizenden Vlamingen en Nederlanders reeds hebben deelgenomen werden internationaal gepubliceerd, zowel voor een breed publiek als in wetenschappelijke peerreviewed tijdschriften.

### Forensisch stamboomonderzoek
Forensisch genetische genealogie, is de opkomende praktijk van het gebruik van genetische informatie, zoals dat gebeurt bij verwantschapsonderzoek, voor het identificeren van verdachten of slachtoffers in strafzaken. Met de methode werden al enkele bekende “cold cases” opgelost. 

### Verwerken van genealogische gegevens
Zodra men genealogische gegevens heeft verzameld door het stellen van vragen aan familieleden, het zoeken naar bewaard gebleven documenten en/of foto's en de verhalen daarachter, het bezoeken van archieven, hetzij fysiek of op internet, moeten deze gegevens overzichtelijk worden gemaakt door middel van een bepaald systeem van ordenen. Hierdoor wordt de samenhang tussen de verschillende namen zichtbaar en wordt gelijkertijd duidelijk waar zich eventueel lacunes bevinden die nader ingevuld kunnen worden. Dit kan door het gebruik van pen en papier, maar het gebruik van een computer heeft ook op genealogisch gebied zijn intrede gedaan. Overigens leent de computer zich bij uitstek voor verwerking van grote aantallen gegevens.
Om het uitwisselen van gegevens welke zijn gemaakt met genealogische software te vereenvoudigen, is een standaard bestandsformaat ontwikkeld, GEDCOM met bestandsextensie: .ged. Er is een ruime keuze aan genealogische software, uiteraard in het Engels maar zeker ook in het Nederlands, zowel betaald als gratis, van heel eenvoudig tot zeer complex. Aldfaer is een gratis programma in het Nederlands. Andere veel gebruikte programma's zijn Family Tree Builder, GensDataPro (GDP), Oedipus en PRO-GEN.

### Publiceren van genealogische gegevens
Na het samenstellen van de gegevens volgt vaak de wens de bevindingen te publiceren, hetzij in druk hetzij op internet. Er zijn drukkerijen te vinden die zich specialiseren in kleine uitgaven, waar men familieboeken kan laten drukken. Maar de meest voorkomende vorm sinds de opmars van computers en internet zijn de homepage en de website, zowel vanuit een organisatie of archief alsook de persoonlijke homepages. Hieruit vloeide weer de noodzaak tot het maken van overzichtssites, portals en speciale zoekmachines uitsluitend voor het toegankelijk maken van de vele genealogische gegevens.
Bij het publiceren van genealogisch onderzoek moet de onderzoeker zich bewust zijn van informatierechtelijke aspecten, zoals de openbaarheid van gegevens, en de waarborg van de privacy van nog in leven zijnde personen. Daarnaast verdient het aanbeveling om reeds op het internet gepubliceerde gegevens middels bronverificatie nog eens extra te controleren op feitelijkheden voordat men deze – onder vermelding van de website waarop deze oorspronkelijk zijn gepubliceerd – overneemt. Dit bespaart mogelijk een hoop extra werk alsook teleurstelling indien de gepubliceerde gegevens onjuist blijken te zijn.

## Verenigingen in België
In België ontstond kort voor de Tweede Wereldoorlog de eerste grote genealogische vereniging, een Franstalig elitair initiatief. In de jaren zestig zou aan Vlaamse zijde een tegenhanger worden opgestart. Men onderscheidt momenteel hoofdzakelijk de volgende verenigingen:
- Histories vzw: een door de Vlaamse Overheid erkende cultureel-erfgoedorganisatie die genealogie, heemkunde en lokaal erfgoed promoot (sinds januari 2019).
- Familiekunde Vlaanderen vzw: een vrijwilligersorganisatie die zich tot doel stelt om het brede publiek hun familiegeschiedenis te laten zoeken. Deze organisatie is een fusie van de vroegere Vlaamse Vereniging voor Familiekunde (VVF, gesticht in 1964) en het Vlaams Centrum voor Genealogie en Heraldiek (VCGH, gesticht in 1978). Familiekunde Vlaanderen geeft een tijdschrift uit: Vlaamse Stam. Tijdschrift voor familiegeschiedenis.
- L'Office Généalogique et Héraldique de Belgique (OGHB), met als orgaan Le Parchemin, ook publiceert "L'Office" vrijwel jaarlijks een extra Recueil, vaak gewijd aan een bepaalde familie of thema.
- Service de Centralisation des Etudes Généalogiques et Démographiques de Belgique (SCGD, gesticht in 1946) is een Brussels initiatief met de ambitie tweetalig te zijn, in de praktijk zijn veel artikelen in het Frans gesteld. Hun tijdschrift draagt als titel: L'Intermédiaire des Généalogistes.

## Verenigingen en museum in Nederland
Sinds het laatste kwart van de 19e eeuw zijn er in Nederland vele verschillende genealogisch-heraldische verenigingen opgericht. De voornaamste landelijke verenigingen uit zowel het heden als verleden zijn:
- Het Centraal Bureau voor Genealogie (1945), gaf tot en met 2013 het Jaarboek uit, met daarnaast ieder kwartaal het tijdschrift Genealogie, sinds 2014 Gen.
- Het Koninklijk Nederlandsch Genootschap voor Geslacht- en Wapenkunde (1883) met als orgaan De Nederlandsche Leeuw.
- De Hollandse Vereniging voor Genealogie 'Ons Voorgeslacht' (1946) geeft het tijdschrift Ons Voorgeslacht uit.
- De Nederlandse Genealogische Vereniging (1945) geeft het tijdschrift Gens Nostra uit.
- De Vereniging "De Nederlandsche Heraut" (1881-1897) met een gelijknamig tijdschrift gedurende die jaren.
- De computer- en genealogievereniging "HCC!genealogie" (1986) geeft het tijdschrift Gens Humana en een leden-cd met genealogische gegevens van en door de leden uit.

Daarnaast verschenen de volgende landelijke periodieken:
- Het Algemeen Nederlandsch Familieblad (1883-1895 en 1900-1905).
- De Navorscher (1851-1960).
- De Wapenheraut (1897-1920).

In Eijsden in Nederlands Limburg is sinds 2014 het Internationaal Museum voor Familiegeschiedenis gevestigd.

## Bekende genealogen in België
- François de Cacamp, Belgisch genealoog van Franse origine
- Jean Cassart, Belgisch genealoog
- Edmond Delougne (1932-2013), Nederlandse genealoog gespecialiseerd in Limburg
- Willem de Vries (1908-1977), Nederlandse genealoog
- Jan Caluwaerts, Belgisch genealoog
- Hervé Douxchamps (1943-2025), Belgisch genealoog
- Felix-Victor Goethals, Belgisch bibliofiel en genealoog
- Pierre Hanquet, Belgisch genealoog
- Georges de Haveskercke, Belgisch genealoog
- Pierre De Tienne, Belgisch genealoog
- Jean-François Houtart, Belgisch genealoog
- Jacob Antoon Kerchof (1625-1685), Brugse genealoog
- Maarten Larmuseau (1983), pionier in genetische genealogie
- Emile Spelkens, Belgisch genealoog

## Als filosofische methode
In overdrachtelijke zin spreekt men van genealogie als een historische methode, die zich op huidige opvattingen richt, bijvoorbeeld wat betreft moraal, psychiatrie, seksuele oriëntatie, persoonlijke identiteit, en het historische ontstaan van deze opvattingen onderzoekt en aantoont. Friedrich Nietzsche en Michel Foucault zijn bekende filosofen uit deze stroom.

## Sibbekunde
Sibbe(n) is een verouderde term voor iemands gezamenlijke verwanten of familie. In de jaren veertig van de 20e eeuw werden de in het Nederlands reeds verouderde woorden sibbe en sibbekunde geadopteerd door nationaalsocialisten. In Duitsland gebruikten de nazi's het Duitse woord Sippe. Hun sibbekunde was een genealogische werkwijze waarin ook de vrouwelijke familielijnen betrokken werden. In een poging hun rassenidee wetenschappelijk te staven waren NSB'ers actief in genealogische verenigingen die wilden bewijzen dat alle Nederlanders onderling verbonden waren door hun gemeenschappelijke Arische afstamming. Het collaborerende "Nederlandsch Verbond voor Sibbekunde" (1941-1944) gaf het tijdschrift Sibbe uit. De term sibbekunde is na de oorlog in onbruik geraakt.